# KK Crvena zvezda Beograd
Košarkaški klub Crvena zvezda košarkaški je klub iz Beograda. Osnovan je 1945. kao sastavni dio istoimenog športskog društva.

## Trofeji
- 1 Kup pobjednika kupova
  - (1974.)

- 5 Jadranska liga
  - (2015., 2016., 2017.2019.,2020)

- 1 Superkup ABA lige
  - (2018.)

- 20 državnih prvenstava

- Jugoslavija  (1946., 1947., 1948., 1949., 1950., 1951., 1952., 1953., 1954., 1955., 1969., 1972.)
- SR Jugoslavija (1993., 1994., 1998.)
- Srbija  (2015., 2016., 2017., 2018., 2019.)

- 9 državnih kupova

- Jugoslavija: (1971., 1973., 1975.)
- Srbija i Crna Gora (2004., 2006.)
- Srbija (2013., 2014., 2015., 2017)

## Poznati treneri
- Nebojša Popović
- Aleksandar Gec
- Ranko Žeravica
- Mihajlo Pavičević
- Aco Petrović
- Svetislav Pešić
- Milan Škobalj
- Stevan Karadžić
- Dragan Šakota
- Aleksandar Trifunović
- Zmago Sagadin
- Vladislav Lučić
- Duško Vujošević

## Vanjske poveznice
- kkcrvenazvezda.rs